# 369
El 369 (CCCLXIX) fou un any comú començat en dijous del calendari julià.

## Esdeveniments
- Es publica el Breviarium Historiae Romanae d'Eutropi.[1]